# معركة ممر ديبكة
معركة ممر ديبيكة (دبةكة، دیبه‌گه) او معركة جبال ديبكة هي احدى معارك غزو العراق، حدثت في 6–7 أبريل 2003، كانت عملية ناجحة نفذتها القوات الخاصة الأمريكية لتأمين تقاطع استراتيجي قرب قرية ديبيكة، بين الموصل وكركوك في شمال العراق. وكانت بارزة في استخدامها لصواريخ جافلين المضادة للدروع، حيث أظهرت هذه التقنية مدى فتك التكنولوجيا وأهميتها في حسم المعارك. واجهت القوات الأمريكية-الكردية الخفيفة وغير المدرعة قوة عراقية ميكانيكية بالدبابات والمشاة، وتمكنت من هزيمتها باستخدام الضربات الجوية الأرضية، والمناورة، وصواريخ جافلين.

## الهدف
كانت هذه المعركة جزءًا من هجوم من أربعة محاور جنوب أربيل. بعد هجوم كردي فاشل في 5 أبريل، تحرك قائد AOB 040 والتقى بقائد البيشمركة واتفقا على هجوم مشترك عند الفجر. تم تحديد الهدف قرب ممر ديبيكة كـ "هدف روك"، وأسندت المهمة إلى ODA 044 وODA 391 وODA 392، وهم 26 عنصراً من القوات الخاصة الأمريكية تم تقسيمهم إلى فريقين من نوع A، بالإضافة إلى 150 مقاتلاً كردياً مجهزين بعربات GMV (همفي معدلة). تدربت هذه الوحدات في فورت براج وفورت بيكيت بين أكتوبر وديسمبر 2002، ثم انتقلوا إلى رومانيا في مارس، وفي 26 مارس دخلوا شمال العراق عبر طائرة MC-130، وشاركوا في عملية فايكنغ هامر، ثم انتقلوا إلى أربيل حيث انضموا إلى ODA 044 والبيشمركة. في 4 أبريل، أُسندت إليهم مهمة جديدة تحت اسم "سفاري الشمال".

## المعركة
في اليوم الثامن عشر من الغزو الأمريكي، بدأ الهجوم بقصف جوي من قاذفات B-52. تقدمت قوات ODA 044 مع 150 بيشمركة نحو "هدف روك"، وهو تقاطع على الطريق المؤدي إلى ديبيكة. دعمتهم ODA 391 و392 بالنيران، بينما تقدمت مجموعتان من 500 مقاتل بيشمركة إلى الشمال على التلال. إلى الشمال أكثر، دعمت ODA 043 مع 150 كردياً، وODAs 394 و395، الهجوم على "هدف ستون"، وهو تل كان يحتله العراقيون.
استولت المجموعة الوسطى على التلال بسهولة نسبية، بينما واجهت ODAs 394 و395 مقاومة شديدة بعد فشل الضربة الجوية المقررة. تراجعت القوتان إلى خارج مدى قذائف الهاون قبل أن تعودا ويؤمنان التل بدعم من ODA 043 والبيشمركة.
في الجنوب، واجهت ODAs 044 و391 و392 سواتر ترابية وألغاماً على الطريق نحو هدف روك. التفّت الفرق حول الحواجز واشتبكت مع قوات عراقية متحصنة، استسلمت بعد فترة وجيزة. لاحقًا، طاردت ODA 392 وحدات هاون عراقية لكنها تعرضت لنيران من مدافع ZSU-57-2. دمّرت ODA 391 شاحنات عراقية باستخدام صواريخ جافلين.
لاحقًا، رُصدت ناقلات جنود إم تي-إل بي تتقدم نحو التقاطع وتطلق دخانًا للتمويه، أعقبها ظهور 4 دبابات T-55 فتحت نيرانها على الأمريكيين. انسحبت القوات الأمريكية إلى مرتفع سموه "ألامو"، وطلبوا إسنادًا جويًا تأخر 30 دقيقة. دمرت صواريخ الجافلين بعض ناقلات MT-LB لكن الذخيرة كانت قليلة، واستمر العراقيون بالتقدم.
وصلت طائرتا F-14 أمريكيتان أخيرًا، لكن إحداهما أسقطت قنبلة GBU-16 بطريق الخطأ على "هدف روك" حيث كانت هناك قوات أمريكية وبيشمركة، مما أدى إلى مقتل 18 من البيشمركة وجرح 45، إلى جانب إصابة 4 من القوات الأمريكية، وطاقم BBC الذي كان يرافقهم.
اضطرت القوات الأمريكية إلى التراجع نحو "تلة الصحافة"، فيما استهدفت F/A-18 عراقية ما تبقى من الدبابات، منهية المعركة. مُنح الجنود جيسون براون (ODA 391)، جيف أداميك (ODA 392)، وإريك ستريغوت (ODA 044) وسام النجمة الفضية لأدوارهم في القتال.

## للمزيد
- Roughneck Nine-One، بقلم الرقيب فرانك أنتِنوري وهانز هالبريشتات، دار سانت مارتن، نيويورك، 2006

## روابط خارجية
- معركة ممر ديبيكة: الجنود الشرسون في الحرب – شبكة الدفاع الإعلامي
- قوات العمليات الخاصة تروي المهام في العراق – خدمة الصحافة للقوات الأمريكية
- معركة ممر ديبيكة – موقع شركة رايثيون